# Stenus personatus
Stenus personatus är en skalbaggsart som beskrevs av Benick. Stenus personatus ingår i släktet Stenus och familjen kortvingar. Inga underarter finns listade i Catalogue of Life.